# Win32-loader
win32-loader là một thành phần của bản phân phối Debian hoạt động trên Windows có khả thể tải trình cài đặt Debian có sẵn từ mạng hoặc từ đĩa CD-ROM.
win32-loader được phát sinh như một dự án độc lập, với chỉ có có sẵn các phiên bản mạng. Sau đó mã nguồn của nó đã trải qua một quá trình đánh giá và quảng cáo lâu dài trước khi trở thành một phần của Debian.

## Ảnh hưởng
win32-loader dựa rất nhiều vào các dự án như NSIS, GRUB 2, loadlin và Debian-Installer để thực hiện nhiệm vụ của mình.  Ngoài ra, nó đã thu hút được nguồn cảm hứng và ý tưởng từ các dự án tương tự như Wubi và Instlux.

## Tính năng
- Auto-detects 64-bit (x86-64) hỗ trợ trong các CPU máy chủ, và tự động lựa chọn phiên bản x86-64 của Debian bất cứ khi nào được hỗ trợ, hoàn toàn minh bạch cho người dùng.
- Phát hiện một số thiết lập từ môi trường Windows  (múi giờ, cài đặt proxy...) và di chuyển chúng sang Debian Installer thông qua kỹ thuật preseeding để người dùng không phải chọn chúng.
- Dịch ra 51 ngôn ngữ.  ngôn ngữ được chọn sẽ được hiển thị cho người dùng tương tác kể từ bản mẫu đầu tiên, và phù hợp để đưa vào Debian Installer thông qua preseeding.

## Dự án tương tự
- Topologilinux: sử dụng bởi coLinux để hoạt động trên Windows.
- Instlux, tích hợp trong openSUSE từ bản phát hành 10.3.[1]
- Wubi.
- UNetbootin.